# Grand Chelem (tennis de table)
Pour les articles homonymes, voir Grand Chelem.

Un Grand Chelem au tennis de table est acquis lorsqu'un pongiste remporte en simples les trois titres suivants :
- Les Championnats du monde de tennis de table
- La Coupe du monde de tennis de table
- Les Jeux olympiques.

Le premier joueur à avoir remporté un Grand Chelem est Jan-Ove Waldner ( Suède), en remportant la médaille d'or olympique en 1992. La première femme auteure d'un Grand Chelem est la Chinoise Deng Yaping, lors de sa victoire en simple à la première Coupe du monde féminine en 1996.
Ma Long et Zhang Yining sont respectivement le seul et la seule pongiste de tous les temps à avoir réussi deux grands chelems au long de leur carrière.
Le tableau ci-dessous énumère la liste exhaustive de tous les pongistes ayant remporté un Grand Chelem :

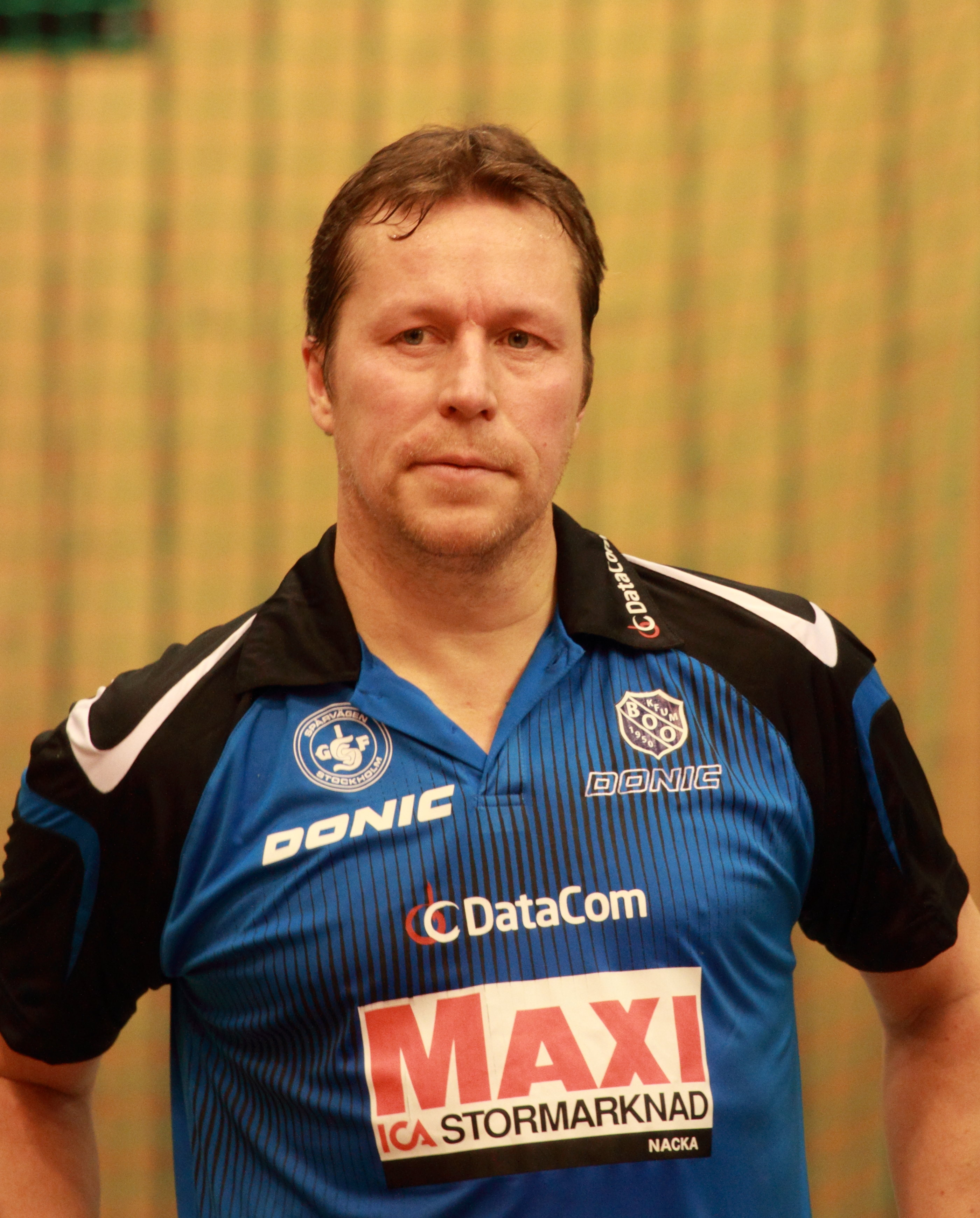
Jan-Ove Waldner, premier pongiste à remporter le Grand Chelem.

| Nom             | Genre | Nationalité | Nombre de titres gagnés | Nombre de titres gagnés | Nombre de titres gagnés    |        |
| Nom             | Genre | Nationalité | Jeux olympiques         | Championnats du monde   | Coupe du monde             |        |
| --------------- | ----- | ----------- | ----------------------- | ----------------------- | -------------------------- | ------ |
| Jan-Ove Waldner | Homme | Suède       | 1 (1992)                | 2 (1989, 1997)          | 1 (1990)                   | [ 1 ]  |
| Deng Yaping     | Femme | Chine       | 2 (1992, 1996)          | 3 (1991, 1995, 1997)    | 1 (1996)                   | [ 2 ]  |
| Liu Guoliang    | Homme | Chine       | 1 (1996)                | 1 (1999)                | 1 (1996)                   | [ 3 ]  |
| Kong Linghui    | Homme | Chine       | 1 (2000)                | 1 (1995)                | 1 (1995)                   | [ 4 ]  |
| Wang Nan        | Femme | Chine       | 1 (2000)                | 3 (1999, 2001, 2003)    | 4 (1997, 1998, 2003, 2007) | [ 5 ]  |
| Zhang Yining    | Femme | Chine       | 2 (2004, 2008)          | 2 (2005, 2009)          | 4 (2001, 2002, 2004, 2005) | [ 6 ]  |
| Zhang Jike      | Homme | Chine       | 1 (2012)                | 2 (2011, 2013)          | 2 (2011, 2014)             | [ 7 ]  |
| Li Xiaoxia      | Femme | Chine       | 1 (2012)                | 1 (2013)                | 1 (2008)                   | [ 8 ]  |
| Ding Ning       | Femme | Chine       | 1 (2016)                | 3 (2011, 2015, 2017)    | 3 (2011, 2014, 2018)       | [ 9 ]  |
| Ma Long         | Homme | Chine       | 2 (2016, 2021)          | 3 (2015, 2017, 2019)    | 3 (2012, 2015, 2024)       | [ 10 ] |
| Fan Zhendong    | Homme | Chine       | 1 (2024)                | 2 (2021,2023)           | 4 (2016, 2018, 2019, 2020) | [ 11 ] |

Jean-Philippe Gatien ( France), Wang Hao ( Chine), Liu Shiwen ( Chine) et Sun Yingsha ( Chine) ont tous les quatre  

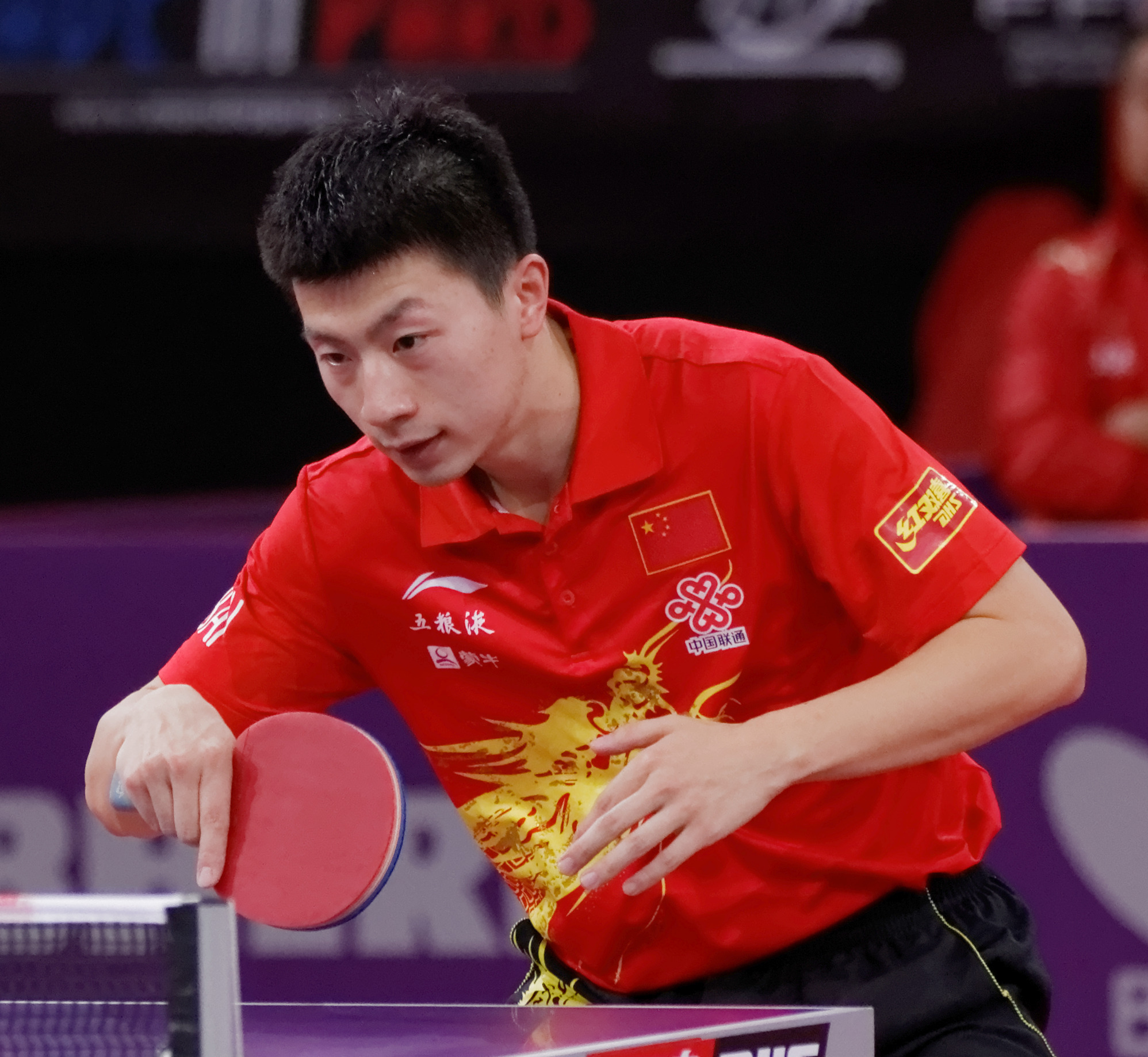
Ma Long, seul pongiste masculin à avoir remporté deux fois le grand chelem.

gagné les Championnats du monde et la Coupe du monde mais n'ont pas eu la médaille d'or aux Jeux olympiques en simple. Jörgen Persson ( Suède) a aussi remporté ces titres, à part les Jeux olympiques, bien qu'il soit l'un des trois seuls pongistes au monde à avoir participé sept fois aux Jeux olympiques.
Ma Lin ( Chine) a gagné la médaille d'or olympique et la Coupe du monde, mais a perdu (trois fois, en 1999, 2005 et 2007) en finale des Championnats du monde. Chen Meng ( Chine) a gagné la médaille d'or olympique 2 fois et la Coupe du monde, mais a perdu deux fois en finale des Championnats du monde (2019 et 2023).